# Championnat de Russie féminin de football 2022
Navigation
Édition précédente Édition suivante
La saison 2022 du Championnat de Russie féminin de football est la trente-et-unième saison du championnat. Le Lokomotiv Moscou, vainqueur de l'édition précédente, remet son titre en jeu.

## Équipes participantes
| \| Moscou: · CSKA Moscou · Lokomotiv Moscou · Tchertanovo Moscou Moscou Zvezda Riazan VDV Zénith St-Pétersbourg FK Krasnodar JFK Rostov Rubin Kazan \| Localisation des clubs de Russie européenne engagés dans le championnat. |
| Moscou: · CSKA Moscou · Lokomotiv Moscou · Tchertanovo Moscou Moscou Zvezda Riazan VDV Zénith St-Pétersbourg FK Krasnodar JFK Rostov Rubin Kazan                                                                                |

| \| Ienisseï Krasnoïarsk \| Localisation du club de Russie asiatique engagé dans le championnat. |
| Ienisseï Krasnoïarsk                                                                            |

Ce tableau présente les dix équipes qualifiées pour disputer le championnat. 
| Club                     | Classement 2021 | Stade                            | Capacité | Ville             |
| ------------------------ | --------------- | -------------------------------- | -------- | ----------------- |
| Lokomotiv Moscou         | 1er             | Sapsan Arena                     | 10 000   | Moscou            |
| CSKA Moscou              | 2e              | Stade Novye Khimki               | 3 066    | Khimki            |
| Zénith Saint-Pétersbourg | 3e              | Smena Stadium                    | 3 000    | Saint-Pétersbourg |
| Zvezda 2005              | 4e              | Stade Zvezda                     | 17 000   | Perm              |
| Zvezda 2005              | 4e              | Indoor Arena Perm Velikaya       | 3 000    | Perm              |
| JFK Rostov               | 5e              | Olimp Viktor Ponedelnik          | 15 840   | Rostov            |
| Riazan VDV               | 6e              | Stade Spartak                    | 6 000    | Riazan            |
| Ienisseï Krasnoïarsk     | 7e              | Stade central                    | 15 000   | Krasnoïarsk       |
| Ienisseï Krasnoïarsk     | 7e              | Arena Ienisseï                   | 3 000    | Krasnoïarsk       |
| Tchertanovo Moscou       | 8e              | Arena Tchertanovo                | 490      | Moscou            |
| FK Krasnodar             | 9e              | Stade de l'académie de Krasnodar | 3 500    | Krasnodar         |
| Rubin Kazan              | 10e             | Rubin Stadium                    | 7 847    | Kazan             |

## Compétition
Le 2 mai 2022, l'UEFA annonce que les clubs russes sont exclus de ses compétitions interclubs 2022-2023 en raison de l'invasion de l'Ukraine par la Russie, ; les clubs russes ayant tous été éliminés au premier tour préliminaire de la Ligue des champions 2021-2022, aucun club n'est donc concerné par la Ligue des champions lors de la saison 2022 du championnat.
Les quatre meilleures équipes de la saison régulière sont qualifiées pour une poule de championnat à l'issue de laquelle le champion est nommé, tandis que les autres participent une poule de classement.

### Saison régulière
| Rang | Équipe                   | Pts | J  | G  | N | P  | Bp | Bc | Diff |
| ---- | ------------------------ | --- | -- | -- | - | -- | -- | -- | ---- |
| 1    | Zénith Saint-Pétersbourg | 46  | 18 | 14 | 4 | 0  | 41 | 4  | +37  |
| 2    | Lokomotiv Moscou T       | 43  | 18 | 13 | 4 | 1  | 43 | 10 | +33  |
| 3    | CSKA Moscou              | 40  | 18 | 13 | 1 | 4  | 34 | 12 | +22  |
| 4    | JFK Rostov               | 25  | 18 | 7  | 4 | 7  | 18 | 19 | -1   |
| 5    | FK Krasnodar             | 20  | 18 | 6  | 2 | 10 | 84 | 35 | +49  |
| 6    | Rubin Kazan              | 18  | 18 | 4  | 6 | 8  | 12 | 28 | -16  |
| 7    | Tchertanovo Moscou       | 18  | 18 | 5  | 3 | 10 | 15 | 32 | -17  |
| 8    | Zvezda 2005              | 17  | 18 | 4  | 5 | 9  | 21 | 27 | -6   |
| 9    | Ienisseï Krasnoïarsk     | 16  | 18 | 4  | 4 | 10 | 16 | 23 | -7   |
| 10   | Riazan VDV               | 8   | 18 | 1  | 5 | 12 | 10 | 38 | -28  |

| Légende : | Légende : |
| --------- | --- |
|           | T : Tenant du titre C : Vainqueur de la Coupe de Russie 2022 Qualifié pour la poule de championnat Reversé dans la poule de classement |

### Poule de championnat
| Rang | Équipe                   | Pts | J  | G  | N | P  | Bp | Bc | Diff |
| ---- | ------------------------ | --- | -- | -- | - | -- | -- | -- | ---- |
| 1    | Zénith Saint-Pétersbourg | 34  | 24 | 17 | 6 | 1  | 48 | 7  | +41  |
| 2    | CSKA Moscou C            | 31  | 24 | 16 | 3 | 5  | 46 | 17 | +29  |
| 3    | Lokomotiv Moscou T       | 28  | 24 | 15 | 5 | 4  | 49 | 17 | +32  |
| 4    | JFK Rostov               | 16  | 24 | 8  | 5 | 11 | 20 | 31 | -11  |

| Légende : | Légende :                                                             |
| --------- | --------------------------------------------------------------------- |
|           | T : Tenant du titre C : Vainqueur de la Coupe de Russie 2022 Champion |

### Poule de classement
| Rang | Équipe               | Pts | J  | G | N | P  | Bp | Bc | Diff |
| ---- | -------------------- | --- | -- | - | - | -- | -- | -- | ---- |
| 5    | Tchertanovo Moscou   | 21  | 23 | 9 | 3 | 11 | 25 | 36 | -11  |
| 6    | Ienisseï Krasnoïarsk | 16  | 23 | 6 | 6 | 11 | 25 | 30 | -5   |
| 7    | Zvezda 2005          | 16  | 23 | 6 | 8 | 9  | 25 | 30 | -5   |
| 8    | Rubin Kazan          | 15  | 23 | 5 | 9 | 9  | 17 | 33 | -16  |
| 9    | FK Krasnodar         | 15  | 23 | 7 | 4 | 12 | 21 | 42 | -21  |
| 10   | Riazan VDV           | 5   | 23 | 1 | 6 | 14 | 14 | 50 | -36  |

| Légende : | Légende :                                                    |
| --------- | ------------------------------------------------------------ |
|           | T : Tenant du titre C : Vainqueur de la Coupe de Russie 2022 |

## Statistiques individuelles

### Meilleures buteuses
| Rg | Joueuse                | Club                     | Buts |
| -- | ---------------------- | ------------------------ | ---- |
| 1. | Nelli Korovkina (en)   | Lokomotiv Moscou         | 17   |
| 2. | Ana Dias               | Zénith Saint-Pétersbourg | 12   |
| 3. | Olesya Kurochkina (en) | Zvezda 2005              | 9    |
| 4. | Shwendesky Joseph      | Rubin Kazan              | 7    |
| 4. | Lina Yakupova (en)     | Zénith Saint-Pétersbourg | 7    |
| 4. | Liana Yukhaeva         | JFK Rostov               | 7    |
| 7. | Daniela Basaeva        | FK Krasnodar             | 6    |
| 7. | Tatiana Ewodo Ekogo    | Ienisseï Krasnoïarsk     | 6    |
| 7. | Marina Fedorova (en)   | Lokomotiv Moscou         | 6    |

### Meilleures passeuses
| Rg | Joueuse                    | Club                     | Passes |
| -- | -------------------------- | ------------------------ | ------ |
| 1. | Marina Fedorova (en)       | Lokomotiv Moscou         | 7      |
| 1. | Nelli Korovkina (en)       | Lokomotiv Moscou         | 7      |
| 3. | Francisca Ordega           | CSKA Moscou              | 5      |
| 3. | Ekaterina Pantyukhina (en) | Zénith Saint-Pétersbourg | 5      |
| 3. | Tatiana Petrova            | CSKA Moscou              | 5      |
| 3. | Alena Ruzina               | Lokomotiv Moscou         | 5      |
| 3. | Lina Yakupova (en)         | Zénith Saint-Pétersbourg | 5      |
| 8. | Alina Dorofeeva (en)       | Ienisseï Krasnoïarsk     | 4      |

## Bilan de la saison
| Championnat de Russie féminin de football 2022        |                                      |
| Champion                                              | Zénith Saint-Pétersbourg (1er titre) |
| Dauphin                                               | CSKA Moscou                          |
| Coupes et trophées                                    |                                      |
| Vainqueur de la Coupe de Russie 2022                  | CSKA Moscou                          |
| Promotions et relégations                             |                                      |
| Promus en Championnat de Russie féminin de football   |                                      |
| Relégués en Championnat de Russie féminin de football | Aucun                                |